# Lenguaje AB
Se denomina convencionalmente lenguaje AB a un dialecto del inglés medio temprano, empleado en la redacción de la Ancrene Wisse y de los textos del denominado «Grupo Katherine» (siglo XIII). La «A» y la «B» se refieren a extractos del libro publicado por Joseph Hall Selections from Early Middle English, 1130-1250, donde la «A» corresponde a los textos del «Grupo Katherine» del manuscrito «Bodley MS 34» y la «B» al manuscrito de la Ancrene Wisse contenido en «Corpus MS 402».
El término fue acuñado en 1929 por el filólogo J. R. R. Tolkien, que apreció que el dialecto de ambos manuscritos estaba altamente estandarizado, lo que apuntaba a «un lenguaje estándar basado en uno en uso en los Midlands del Oeste en el siglo XIII».